# Stanley John Squire
Pour les articles homonymes, voir Squire.
Stanley John Squire (24 novembre 1915-1998) est un homme politique canadien de la Colombie-Britannique. Il est député provincial social-démocrate et néo-démocrate de la circonscription britanno-colombienne d'Alberni de 1952 à 1966.

## Biographie
Né à Nanaimo en Colombie-Britannique,, Squire étudie sur place. Il entame une carrière publique en servant comme conseiller municipal de Port Alberni.
Après avoir quitté la politique, il sert comme agent pour la International Woodworkers of America (en),. 
Une bourse nommé en son honneur est donné par le Port Alberni & District Labour Council.